# Puchar Szkocji w piłce siatkowej mężczyzn
Puchar Szkocji w piłce siatkowej mężczyzn (ang. Scottish Men’s Volleyball Cup) – cykliczne krajowe rozgrywki sportowe, organizowane regularnie od sezonu 1963/1964 przez Szkocki Związek Piłki Siatkowej (Scottish Volleyball Association) dla szkockich męskich klubów siatkarskich.
Pierwszym triumfatorem w rozgrywkach był klub University of St Andrews.

## Triumfatorzy
| Sezon     | Miejsce finału                                               | Zdobywca pucharu                                             | Finalista                                                    | Wynik finału                                                 |
| --------- | ------------------------------------------------------------ | ------------------------------------------------------------ | ------------------------------------------------------------ | ------------------------------------------------------------ |
| 1963/1964 | brak danych                                                  | University of St Andrews                                     | brak danych                                                  | brak danych                                                  |
| 1964/1965 | brak danych                                                  | University of St Andrews                                     | brak danych                                                  | brak danych                                                  |
| 1965/1966 | brak danych                                                  | University of Dundee                                         | brak danych                                                  | brak danych                                                  |
| 1966/1967 | brak danych                                                  | University of Edinburgh                                      | brak danych                                                  | brak danych                                                  |
| 1967/1968 | brak danych                                                  | University of Edinburgh                                      | brak danych                                                  | brak danych                                                  |
| 1968/1969 | brak danych                                                  | University of Edinburgh                                      | brak danych                                                  | brak danych                                                  |
| 1969/1970 | brak danych                                                  | University of Strathclyde                                    | brak danych                                                  | brak danych                                                  |
| 1970/1971 | brak danych                                                  | Dalziel VC                                                   | brak danych                                                  | brak danych                                                  |
| 1971/1972 | brak danych                                                  | Dalziel VC                                                   | brak danych                                                  | brak danych                                                  |
| 1972/1973 | brak danych                                                  | Coatbridge VC                                                | brak danych                                                  | brak danych                                                  |
| 1973/1974 | brak danych                                                  | Telford VC                                                   | brak danych                                                  | brak danych                                                  |
| 1974/1975 | brak danych                                                  | Coatbridge YMCA                                              | brak danych                                                  | brak danych                                                  |
| 1975/1976 | brak danych                                                  | Telford VC                                                   | brak danych                                                  | brak danych                                                  |
| 1976/1977 | brak danych                                                  | Telford VC                                                   | brak danych                                                  | brak danych                                                  |
| 1977/1978 | brak danych                                                  | Telford VC                                                   | brak danych                                                  | brak danych                                                  |
| 1978/1979 | brak danych                                                  | Telford VC                                                   | brak danych                                                  | brak danych                                                  |
| 1979/1980 | brak danych                                                  | MIM Edinburgh                                                | brak danych                                                  | brak danych                                                  |
| 1980/1981 | brak danych                                                  | MIM Edinburgh                                                | brak danych                                                  | brak danych                                                  |
| 1981/1982 | brak danych                                                  | MIM Edinburgh                                                | brak danych                                                  | brak danych                                                  |
| 1982/1983 | brak danych                                                  | MIM Edinburgh                                                | brak danych                                                  | brak danych                                                  |
| 1983/1984 | brak danych                                                  | Volvo Trucks                                                 | brak danych                                                  | brak danych                                                  |
| 1984/1985 | brak danych                                                  | Bellshill Trucks                                             | brak danych                                                  | brak danych                                                  |
| 1985/1986 | brak danych                                                  | Team Krystal Klear                                           | brak danych                                                  | brak danych                                                  |
| 1986/1987 | brak danych                                                  | MIM Edinburgh                                                | brak danych                                                  | brak danych                                                  |
| 1987/1988 | brak danych                                                  | Team Krystal Klear                                           | brak danych                                                  | brak danych                                                  |
| 1988/1989 | brak danych                                                  | Team Krystal Klear                                           | brak danych                                                  | brak danych                                                  |
| 1989/1990 | brak danych                                                  | Team Krystal Klear                                           | brak danych                                                  | brak danych                                                  |
| 1990/1991 | brak danych                                                  | Kinleith Plant Edinburgh                                     | brak danych                                                  | brak danych                                                  |
| 1991/1992 | brak danych                                                  | Telford VC                                                   | brak danych                                                  | brak danych                                                  |
| 1992/1993 | brak danych                                                  | City of Glasgow Ragazzi                                      | brak danych                                                  | brak danych                                                  |
| 1993/1994 | brak danych                                                  | City of Glasgow Ragazzi                                      | brak danych                                                  | brak danych                                                  |
| 1994/1995 | brak danych                                                  | City of Glasgow Ragazzi                                      | brak danych                                                  | brak danych                                                  |
| 1995/1996 | brak danych                                                  | City of Glasgow Ragazzi                                      | brak danych                                                  | brak danych                                                  |
| 1996/1997 | brak danych                                                  | City of Glasgow Ragazzi                                      | brak danych                                                  | brak danych                                                  |
| 1997/1998 | brak danych                                                  | City of Glasgow Ragazzi                                      | brak danych                                                  | brak danych                                                  |
| 1998/1999 | brak danych                                                  | Kilmarnock                                                   | brak danych                                                  | brak danych                                                  |
| 1999/2000 | brak danych                                                  | Kilmarnock                                                   | brak danych                                                  | brak danych                                                  |
| 2000/2001 | Perth                                                        | Kilmarnock                                                   | City of Glasgow Ragazzi                                      | brak danych                                                  |
| 2001/2002 | brak danych                                                  | Kilmarnock                                                   | brak danych                                                  | brak danych                                                  |
| 2002/2003 | Wishaw                                                       | Kilmarnock                                                   | City of Glasgow Ragazzi                                      | brak danych                                                  |
| 2003/2004 | brak danych                                                  | Kilmarnock                                                   | City of Glasgow Ragazzi                                      | 3:1 (25:20, 20:25, 25:20, 25:23)                             |
| 2004/2005 | brak danych                                                  | Kilmarnock                                                   | brak danych                                                  | brak danych                                                  |
| 2005/2006 | Glasgow                                                      | City of Glasgow Ragazzi                                      | Kilmarnock                                                   | 3:0 (25:19, 25:18, 25:21)                                    |
| 2006/2007 | brak danych                                                  | Kilmarnock                                                   | brak danych                                                  | brak danych                                                  |
| 2007/2008 | Wishaw                                                       | Glasgow Mets                                                 | Rucanor Jets                                                 | 3:2                                                          |
| 2008/2009 | Wishaw                                                       | City of Glasgow Ragazzi                                      | City of Edinburgh                                            | 3:1 (25:23, 22:25, 25:17, 25:19)                             |
| 2009/2010 | Wishaw                                                       | City of Glasgow Ragazzi                                      | Glasgow Mets                                                 | 3:1 (27:25, 25:22, 23:25, 25:22)                             |
| 2010/2011 | Wishaw                                                       | City of Glasgow Ragazzi                                      | City of Edinburgh                                            | 3:2 (17:25, 25:19, 18:25, 25:22, 15:11)                      |
| 2011/2012 | Wishaw                                                       | City of Edinburgh                                            | Bon Accord                                                   | 3:0 (25:14, 25:10, 25:17)                                    |
| 2012/2013 | Wishaw                                                       | Kilmarnock                                                   | Edinburgh Jets                                               | 3:0 (25:20, 27:25, 25:20)                                    |
| 2013/2014 | Wishaw                                                       | Edinburgh Jets                                               | Glasgow Mets                                                 | 3:2 (20:25, 25:19, 20:25, 25:23, 15:8)                       |
| 2014/2015 | Edynburg                                                     | Glasgow Mets                                                 | NUVOC                                                        | 3:0 (25:23, 25:23, 25:17)                                    |
| 2015/2016 | Edynburg                                                     | City of Edinburgh                                            | South Ayrshire                                               | 3:1 (25:22, 25:18, 22:25, 25:14)                             |
| 2016/2017 | Edynburg                                                     | City of Glasgow Ragazzi                                      | Bon Accord                                                   | 3:0 (25:20, 25:19, 25:21)                                    |
| 2017/2018 | Edynburg                                                     | City of Edinburgh                                            | City of Glasgow Ragazzi                                      | 3:2 (25:20, 22:25, 24:26, 26:24, 15:13)                      |
| 2018/2019 | Edynburg                                                     | City of Edinburgh                                            | City of Glasgow Ragazzi                                      | 3:1 (25:23, 25:23, 22:25, 25:22)                             |
| 2019/2020 | Ze względu na pandemię COVID-19 rozgrywki zostały przerwane. | Ze względu na pandemię COVID-19 rozgrywki zostały przerwane. | Ze względu na pandemię COVID-19 rozgrywki zostały przerwane. | Ze względu na pandemię COVID-19 rozgrywki zostały przerwane. |
| 2020/2021 | Ze względu na pandemię COVID-19 rozgrywki nie odbyły się.    | Ze względu na pandemię COVID-19 rozgrywki nie odbyły się.    | Ze względu na pandemię COVID-19 rozgrywki nie odbyły się.    | Ze względu na pandemię COVID-19 rozgrywki nie odbyły się.    |
| 2021/2022 | Edynburg                                                     | City of Edinburgh                                            | University of Edinburgh                                      | 3:0 (26:24, 26:24, 25:21)                                    |
| 2022/2023 | Edynburg                                                     | City of Glasgow Ragazzi                                      | VA Vortex                                                    | 3:1 (25:15, 25:15, 21:25, 25:11)                             |
| 2023/2024 | Edynburg                                                     | City of Edinburgh                                            | NUVOC                                                        | 3:1 (22:25, 25:12, 25:18, 25:14)                             |
| 2024/2025 | Edynburg                                                     | City of Glasgow Ragazzi                                      | City of Edinburgh                                            | 3:2 (20:25, 25:21, 25:19, 23:25, 15:12)                      |